# 公孫聖
公孫聖（前6世纪—前483年），春秋后期吴国人，东掖门亭长长城公弟。

## 生平
吴王夫差白天在姑胥台做了一个梦，梦见在章明宫，两个锅光冒热气不烧火，两条黑狗向南叫向北叫。于是让伯嚭和王孙雒给他解梦。伯嚭占卜，以为应该兴兵讨伐齐国。吴王仍不决，王孙雒说自己不能解梦，推荐了公孙圣。公孙圣通过解梦，劝夫差放弃对外用兵之心，触怒了夫差，被夫差令力士以铁锤击杀。公孙圣临死前，仰天而言：“我魂至深山，后世相属为回声。”吴王后来败于越国，逃至余杭山，大呼“公孙圣”，公孙圣从山中回应“公孙圣”。